# Большая Гнилуша
Большая Гнилуша (в верховье балка Коренная и балка Большая Гнилуша) — река в России, протекает по территории Красносулинского района Ростовской области. Устье реки находится в 166 км по левому берегу реки Кундрючьей. Длина реки — 29 км, площадь её водосборного бассейна — 264 км².
Истоки реки расположены в балке Большая Гнилуша к северу от микрорайона Алмазный города Гуково. После водохранилища меняет название на балку Коренную, протекает с севера на через хутор Долотинка и меняет название на Большую Гнилушу. Далее течет через посёлоки Черевково и Пригородный. Протекает через несколько микрорайонов города Красный Сулин впадает в реку Кундрючью.
Основные притоки:
- Малая Гнилуша
- Гнилуша

## Данные водного реестра
По данным государственного водного реестра России относится к Донскому бассейновому округу, водохозяйственный участок реки — Северский Донец от впадения реки Калитва и до устья, речной подбассейн реки — Северский Донец (российская часть бассейна). Речной бассейн реки — Дон (российская часть бассейна).